# Igor Wladimirowitsch Syssojew
Igor Wladimirowitsch Syssojew (russisch Игорь Владимирович Сысоев; * 5. September 1980 in Leningrad; † 12. Mai 2024; auch als Sysoev oder Sysoyev transliteriert) war ein russischer Triathlet und zweifacher Olympionike (2004, 2008).

## Werdegang
Im Mai 2004 wurde Igor Syssojew Fünfter bei der Triathlon-Weltmeisterschaft über die olympische Distanz (1,5 km Schwimmen, 40 km Radfahren, 10 km Laufen).
Bei den Olympischen Sommerspielen 2004 in Athen wurde er Fünfzehnter und 2008 belegte Syssojew in Peking als bester russischer Starter den neunten Rang.
Syssojew konnte 2009 auch den Russland-Cup gewinnen und er lag im selben Jahr nach dem offiziellen russischen Rating, das auf verschiedenen russischen und internationalen Wettbewerben beruht, an Stelle 10 der russischen Triathleten.
Bei den Russischen Triathlon-Meisterschaften 2010 in Pensa wurde Syssojew Fünfter. Im Jahr 2010 nahm Syssojew auch an der französischen Club-Meisterschaftsserie Lyonnaise des Eaux als Mitglied des Teams Metz Triathlon teil.
Im Mai 2016 konnte er bei der Triathlon-Europameisterschaft in Lissabon die Altersklasse 35–39 für sich entscheiden. Seit 2016 trat Igor Syssojew nicht mehr international in Erscheinung.

### Privates
Er war seit 2003 mit der russischen Triathletin und Marathon-Schwimmerin Irina Alexejewna Abyssowa (* 1980) verheiratet. Die beiden lebten mit ihren beiden Kindern in Moskau.
Im Mai 2024 starb Syssojew im Alter von 44 Jahren an den Folgen eines Verkehrsunfalls.

## Sportliche Erfolge
| Datum/Jahr    | Rang | Wettbewerb                                 | Austragungsort | Zeit     | Bemerkung                                                                                             |
| ------------- | ---- | ------------------------------------------ | -------------- | -------- | --- |
| 29. Mai 2016  | 1    | ETU Triathlon European Championship M35-39 | Lissabon       | 01:58:49 | Europameister der Altersklasse 35–39                                                                  |
| 18. Aug. 2008 | 9    | Olympische Sommerspiele 2008               | Peking         | 01:49:59 | |
| 5. Juni 2008  | 7    | ITU Triathlon World Championships          | Vancouver      | 01:50:28 | |
| 29. Juni 2007 | 9    | ETU Triathlon European Championships       | Kopenhagen     | 01:52:55 | Europameisterschaft auf der olympischen Kurzdistanz (1,5 km Schwimmen, 40 km Radfahren, 10 km Laufen) |
| 9. Mai 2004   | 5    | ITU Triathlon World Championships          | Madeira        | 01:41:04 | Triathlon-Weltmeisterschaft über die olympische Distanz                                               |
| 25. Aug. 2004 | 15   | Olympische Sommerspiele 2004               | Athen          |          | |
| 18. Apr. 2004 | 11   | ETU Triathlon European Championships       | Valencia       |          | Europameisterschaft auf der Kurzdistanz                                                               |

(DNF – Did Not Finish)